# (464232) 2015 BC360
(464232) 2015 BC360 es un asteroide perteneciente al cinturón de asteroides, descubierto el 7 de febrero de 2002 por el equipo Spacewatch desde el Observatorio Nacional de Kitt Peak (Arizona, Estados Unidos).